# タトゥース
タトゥース（Tatuus）は、イタリアのレーシングカーコンストラクター。主にフォーミュラ・リージョナル、フォーミュラ4のフォーミュラカーの製造を行っている。日本では以前、フォーミュラチャレンジ・ジャパンに独占的に供給していた。

## 概要
1980年にアルティコ・サンドナによって設立され、これまでフォーミュラ・ルノーや、U.S. F2000 ナショナルチャンピオンシップ、フォーミュラチャレンジ・ジャパンなど、多くのレースシリーズに車両を供給し、ワンメイクレースが行われている。ジュニア・フォーミュラにおいては定番となっている。近年では、世界各地のフォーミュラ・リージョナル、Wシリーズで使用されている。
2017年11月、タトゥースはレーシングエンジンビルダーの、アウトテクニカ・モトーリを買収した。

## 車体を供給しているシリーズ
- フォーミュラ・ルノー
  - RC94
  - RC95
  - RC96
  - RC97
  - RC98
  - RC99
  - FR2000
  - FR1600
  - FRV6
  - FR2.0/13
  - T-318

- フォーミュラチャレンジ・ジャパン
  - FC106
- フォーミュラ・アバルト / F4
  - FA010
  - F4-T014
  - F4-T421
- トヨタ・レーシング・シリーズ
  - FT40
  - FT50
  - FT-60

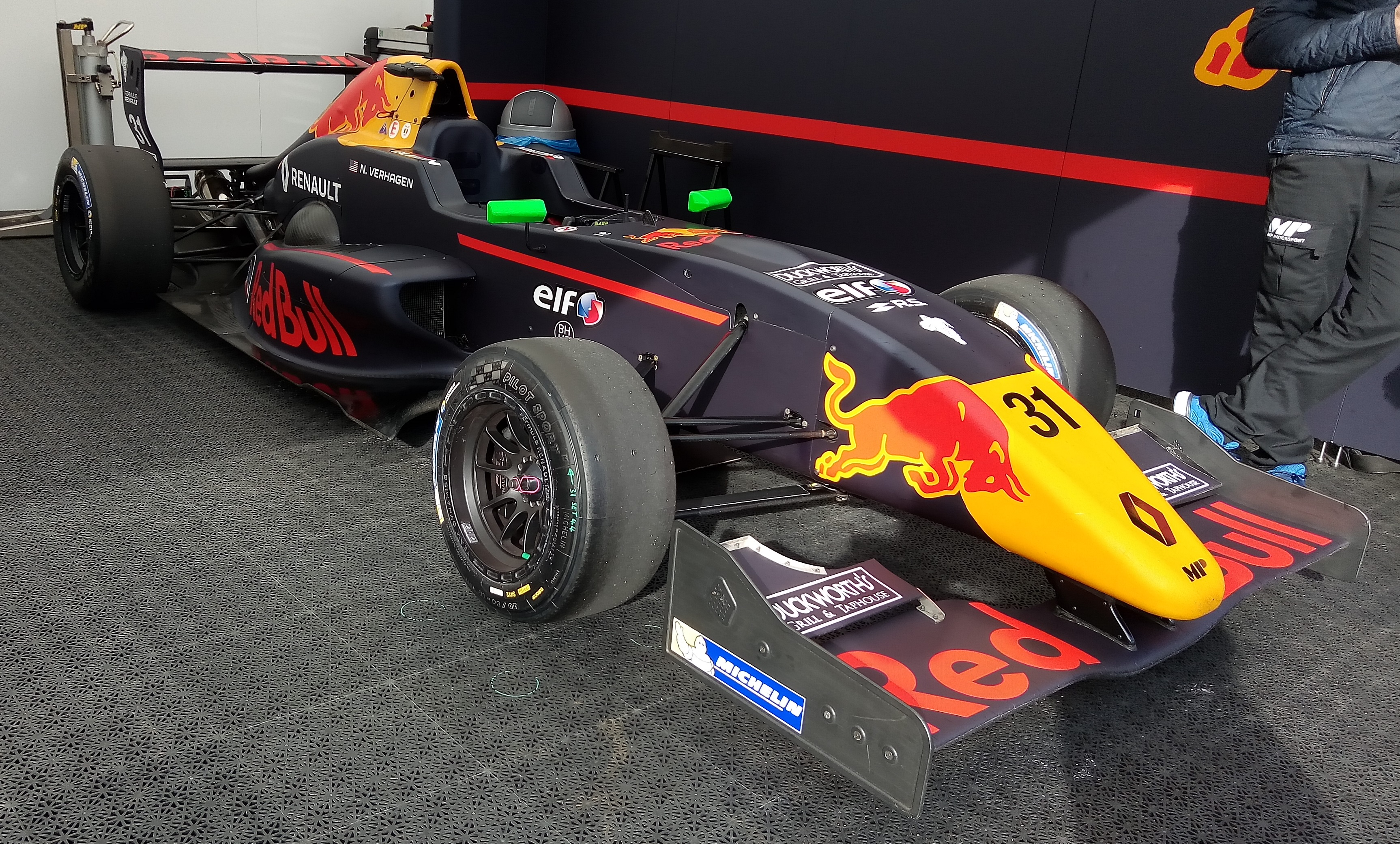
FR2.0/13

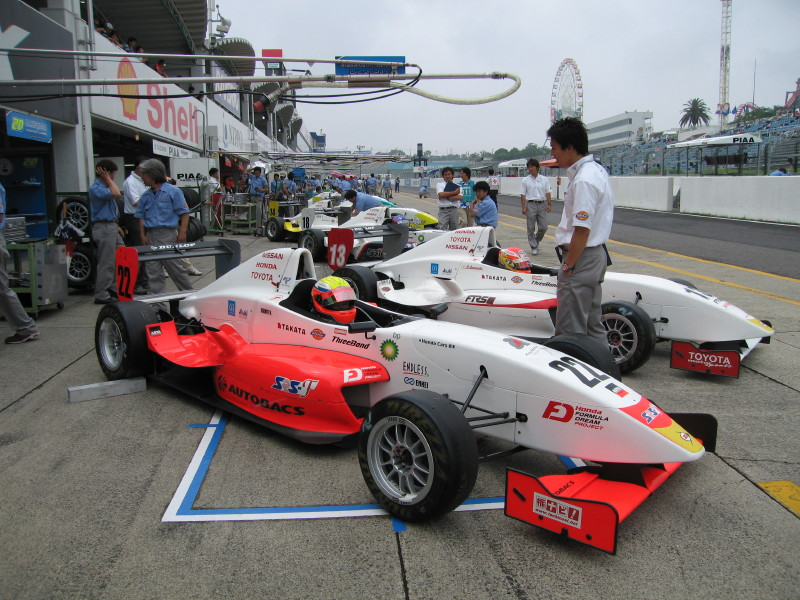
FC106

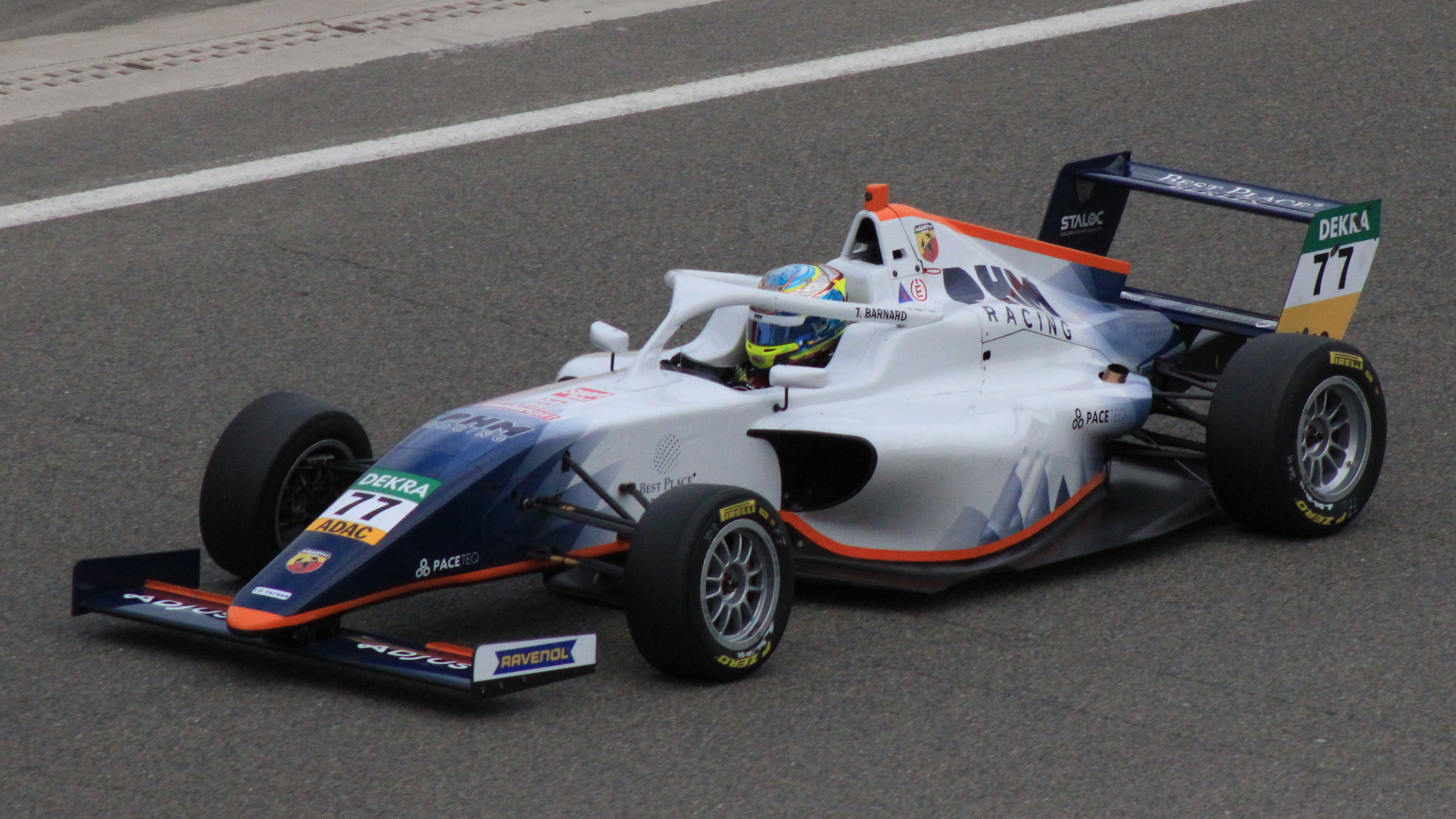
F4-T421

- インターナショナル・フォーミュラ・マスター
  - N.T07
- グループCN
  - PY012
- USF・2000選手権 - 2017年から
  - USF-17
- フォーミュラ・リージョナル - 2018年から 
  - T-318
- Wシリーズ - 2019年から
  - T-318[2]
- F1アカデミー - 2023年から 
  - F4-T421

など